# Most Świątnicki
Most Świątnicki – most drogowy położony we wschodniej części Wrocławia, w rejonie osiedla Świątniki (i Księże Małe), w ciągu ulicy Świątnickiej, stanowiący przeprawę nad rzeką Zielona. Współczesna konstrukcja mostu wybudowana została w 1998 roku. Dopuszczalna masa pojazdu 30 t.
Most został wykonany jako jednoprzęsłowy. Jego ustrój nośny stanowi 5 dźwigarów wykonanych z belek stalowych o przekroju dwuteowym. Pomost wykonany został jako drewniany. Jego długość wynosi 13,6 m, a całkowita szerokość 10,66 m, w tym 6 m to jezdnia, oraz dwa chodniki po 1,25 m każdy.

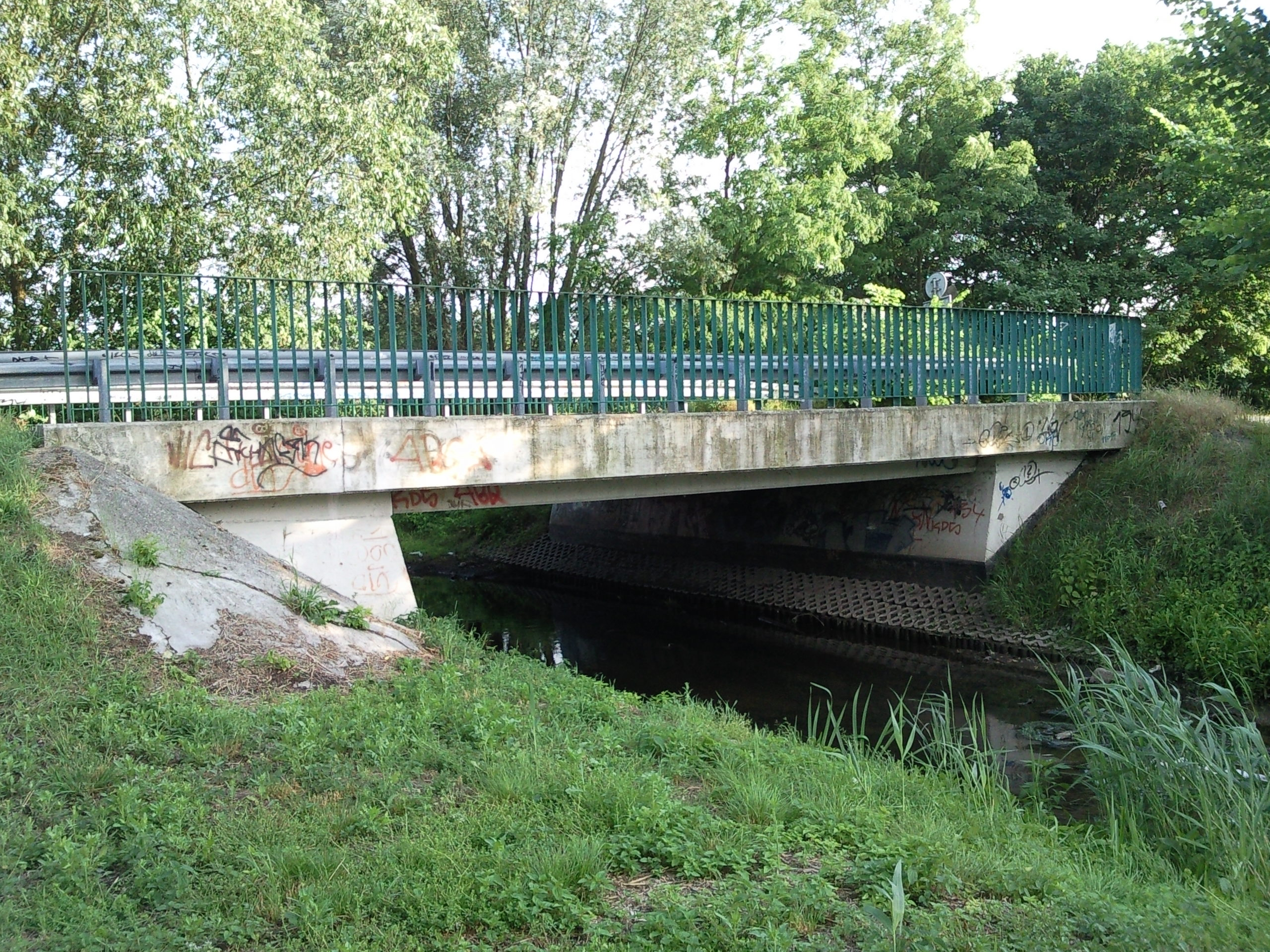
Most Świątnicki